# Sonsorol

Bandeira de Sonsorol

Sonsorol é uma divisão administrativa de Palau. É um dos 16 estados da República de Palau. O centro administrativo, e única localidade, é Dongosaru na ilha Sonsorol. Os habitantes falam Sonsorol, um idioma local trúquico, e Palauense.
As ilhas do estado de Sonsorol, em conjunto com Hatohobei, formam as Ilhas Sudoeste de Palau.
O estado está dividido em quatro municípios, que correspondem a quatro ilhas individuais, três delas já desabitadas:

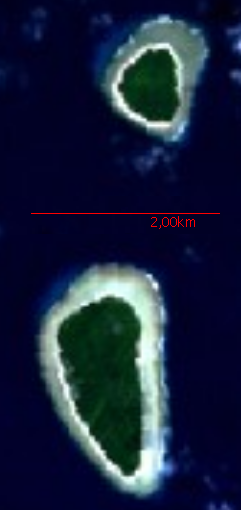
Imagem de satélite das ilhas Sonsorol
(Fanna e Sonsorol)

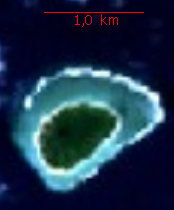
Imagem de satélite de
Pulo Anna

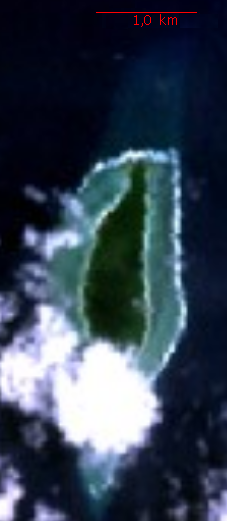
Imagem de satélite de Merir

| Núm. | Município (Ilha)   | Localidade (ou antiga) | Área (km²) | População est. 2014 | Coordenadas                  |
| ---- | ------------------ | ---------------------- | ---------- | ------------------- | ---------------------------- |
| 1    | Fanna              | -                      | 0.48       | 0                   | 5° 21′ 09″ N, 132° 13′ 32″ L |
| 2    | Sonsorol           | Dongosaru              | 1.31       | 42                  | 5° 19′ 28″ N, 132° 13′ 16″ L |
| 3    | Pulo Anna          |                        | 0,42       | 0                   | 4° 39′ 34″ N, 131° 57′ 49″ L |
| 4    | Merir              |                        | 0,91       | 0                   | 4° 19′ 27″ N, 132° 18′ 37″ L |
|      | Estado de Sonsorol | Dongosaru              | 3,12       | 42                  |                              |